# Íñigo de la Serna Hernáiz
Íñigo de la Serna Hernáiz (Bilbao, Biscaia, 10 de gener de 1971), enginyer i polític espanyol, és el ministre de Foment d'Espanya des de 2016. Va ser alcalde de Santander (2007-16) i diputat al Parlament de Cantàbria (2007-11 i 2015-16).

## Biografia
Nascut a Bilbao el 10 de gener de 1971, és enginyer de Camins, Canals i Ports -especialitat en Hidràulica, Oceanografia i Medi Ambient- per la Universitat de Cantàbria.
Va ser responsable del Departament d'Hidràulica de la empresa d'enginyeria Apia XXI (1995-99) i va iniciar la seva activitat a l'administració pública com a director de gabinet del Consell de Medi Ambient del Govern de Cantàbria (1999-2003).
Es va presentar pel Partit Popular a les eleccions municipals de 2003 a Santander on va resultar escollit regidor de l'Ajuntament i va ser el delegat de Medi Ambient, Aigua i Platges (2003-07). A les eleccions de 2007, 2011 i 2015 va encapçalar la candidatura municipal del Partit Popular i va ser escollit en tres ocasions alcalde de Santander, càrrec que va exercir entre 2007 i 2016.
Fou diputat al Parlament de Cantàbria (2007-11 i 2015-16) escollit en dues ocasions diferents: a les eleccions autonòmiques de 2007 i 2015.
Entre 2012 i 2015 va ser el president de la Federació Espanyola de Municipis i Províncies FEMP). Des de 2012 fins al 2016 va encapçalar la Red Espanyola de Ciutats Intel·ligents (RECI). També va ocupar la presidència del Consell de Municipis i Regions d'Europa (CMRE). Entre altres va ser vicepresident de la Conferència de les Ciutats de l'Arc Atlàntic, membre del Comitè de les Regions i de la Red Mundial de Ciutats i Governs Locals i Regionals, així com assessor extern del Banc Interamericà de Desenvolupament i ambaixador del Pacte d'Alcaldes i membre del Consell de Fundadors del Pacte Mundial d'Alcaldes.
El president del Govern d'Espanya, Mariano Rajoy, el va nomenar ministre de Foment d'Espanya, càrrec del qual va prendre possessió el 4 de novembre de 2016.